# مشروع الوحدة النقدية الخليجية
يقصد بمشروع الوحدة النقدية الخليجية هو تكوين نقدي موحد لدول الخليج الستة ، وتوحيد الطرق التجارية بها ضمن تلك العملة. وقد انسحب الإمارات من المشروع لعدم اختيارها مقر البنك المركزي الخليجي وقبل ذلك انسحبت عمان بالإضافة إلى الكويت بسبب القيام باجراء فك عملتها من الدولار
استبعد الأمين العام ل مجلس التعاون الخليجي عبد الرحمن العطية إرجاء خطط الوحدة النقدية بعد انسحاب الإمارات من المشروع.
وأكد أنه لا نية لتأجيل موعد الوحدة النقدية المقرر إطلاقها عام 2010، مشيرا إلى أمله بأن تمضي كل الدول الأعضاء بالمجلس في هذا «المشروع الإستراتيجي».

## وصلات خارجية
- استبعاد تأجيل الوحدة النقدية الخليجية العطية على موقع الجزيرة
- حوار مكثف على صحيفة العرب القطرية لناصر القعود حول الحدة النقدية